# Luis Ernesto Michel
Luis Ernesto Michel Vergara (El Grullo, 1979. július 21. –) egy mexikói labdarúgó, aki 2016 nyarától a másodosztályú Lobos de la BUAP-ban játszik kapusként.

## Pályafutása
Michel a Tapatióban, a Guadalajra tartalékcsapatában kezdte meg profi pályafutását 1999-ben. 2003-ig védett itt, majd felkerült a Chivas első csapatához. 2003. szeptember 24-én, az Irapuato ellen debütált. Az eltiltott Oswaldo Sánchezt helyettesítette, csapata végül 3-2-re nyert. A 2006-os Clausura rájátszásában ő védte a piros-fehérek kapuját, három meccs alatt hat gólt kapott és a csapat ki is esett a Pachuca ellen, de Michel így is előrébb lépett a ranglétrán, harmadik számúból második számú kapus lett.
Miután 2007-ben Sánchez a Santos Lagunához igazolt, Michel lett a CD Guadalajara állandó kapusa és nem sokkal később megkapta az 1-es számú mezt is. Egy Atlante elleni mérkőzésen egy szerencsétlen vetődés során az orsócsontja és a singcsontja is eltört, ami miatt ki kellett hagynia a 2008-as Aperturát. 2010. január 11-én megkapta a csapatkapitányi karszalagot, miután Ramón Morales távozott a klubtól.

### Válogatott
Michel először 2007-ben került be a mexikói válogatott keretébe, de játéklehetőséghez akkor nem jutott. 2010 márciusában, Új-Zéland ellen debütált, a mexikóiak 2-0-s győzelmet arattak. Legközelebb Izland ellen lépett pályára, egy 0-0-s döntetlenre végződő találkozón. Bekerült a mexikói bő keretbe, így van esélye, hogy ott legyen a 2010-es vb-n. 2010. május 7-én pályára lépett az Ecuador elleni felkészülési meccsen és ezúttal sem kapott gólt (0-0).

#### Mérkőzései a válogatottban
| Mexikó | Mexikó            | Mexikó                               | Mexikó  | Mexikó   | Mexikó    | Mexikó                   | Mexikó | Mexikó  |
| #      | Dátum             | Helyszín                             | Hazai   | Eredmény | Vendég    | Kiírás                   | Gólok  | Esemény |
| ------ | ----------------- | ------------------------------------ | ------- | -------- | --------- | ------------------------ | ------ | ------- |
| 1.     | 2010. március 3.  | Pasadena, Rose Bowl                  | Mexikó  | 2 – 0    | Új-Zéland | barátságos               | 0      |         |
| 2.     | 2010. március 24. | Charlotte, Bank of America Stadion   | Mexikó  | 0 – 0    | Izland    | barátságos               | 0      |         |
| 3.     | 2010. május 7.    | New Jersey, New Meadowlands          | Mexikó  | 0 – 0    | Ecuador   | barátságos               | 0      |         |
| 4.     | 2010. május 30.   | Bayreuth, Hans-Walter-Wild-Stadion   | Mexikó  | 5 – 1    | Gambia    | barátságos               | 0      |         |
| 5.     | 2011. július 4.   | San Juan, Estadio del Bicentenario   | Chile   | 2 – 1    | Mexikó    | Copa América, csoportkör | 0      |         |
| 6.     | 2011. július 8.   | Mendoza, Estadio Malvinas Argentinas | Peru    | 1 – 0    | Mexikó    | Copa América, csoportkör | 0      |         |
| 7.     | 2011. július 12.  | La Plata, Estadio Ciudad de La Plata | Uruguay | 1 – 0    | Mexikó    | Copa América, csoportkör | 0      |         |
|        | Összesen          |                                      |         | 7        | mérkőzés  |                          | 0      | gól     |